# كوزوي أندو
كوزوي أندو (安藤 梢) (9 يوليو 1982 في أوتسونوميا في اليابان – )؛ هي لاعبة كرة قدم كانت تلعب كمهاجم. ولعبت مع منتخب اليابان لكرة القدم للسيدات.

## وصلات خارجية
- كوزوي أندو على موقع الاتحاد الدولي (مؤرشف)  (الإنجليزية)
- كوزوي أندو على موقع الاتحاد الأوربي (الإنجليزية)
- كوزوي أندو على موقع قاعدة بيانات كرة القدم.إي يو (الإنجليزية)
- كوزوي أندو على موقع Soccerway.com (الإنجليزية)
- كوزوي أندو على موقع عالم كرة القدم.نت (الإنجليزية)
- كوزوي أندو على موقع أوليمبيديا (الإنجليزية)